# Sticla Turda
Sticla Turda este o companie producătoare de sticlă din România.

## Istoric

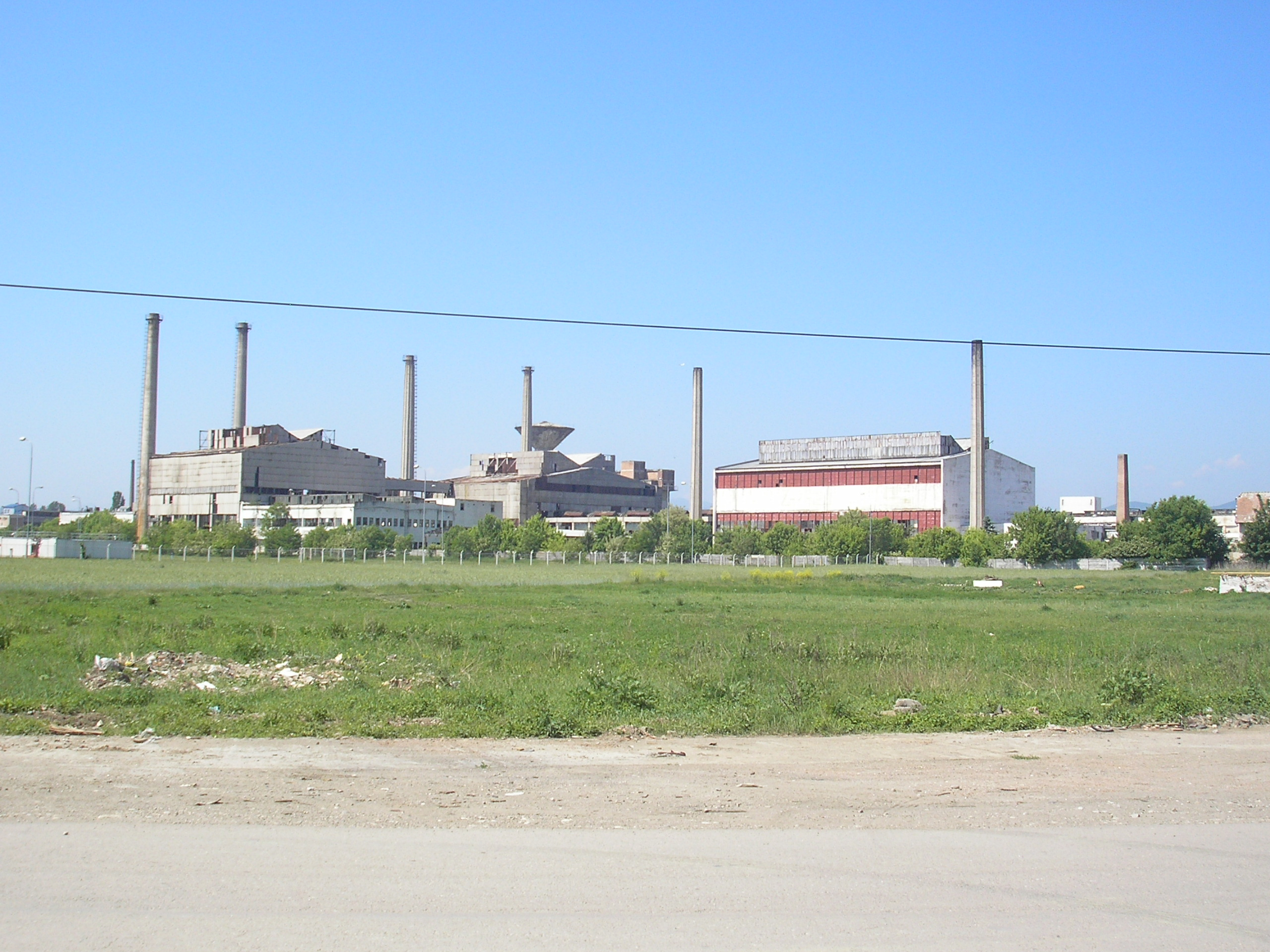
Fabrica în anul 2011

Fabrica a fost înființată în anul 1921 (sub numele de "Fabrica de Sticlărie S.A.") prin aportul mai multor acționari, dintre care cel mai important a fost "Banca Centrală pentru Industrie și Comerț" din Cluj care deținea 75% din acțiuni. Construcția a durat un an și a început cu defrișarea terenului oferit de Simon Mendel, mare proprietar de pământ și patronul Fabricii de Bere Turda. La început, fabrica avea un cuptor de topit sticlă, dar după 3 ani se mai construiesc 2 cuptoare. În condițiile concrete de atunci, în care muncitorii calificați lipseau, aceștia au fost aduși din alte țări: Germania, Polonia, Italia, Cehoslovacia. În continuare s-a recurs la sistemul calificării direct la locul de muncă, cu forțe autohtone de muncă. Fiecare muncitor sticlar primea o anumită sumă de bani pentru tânărul pe care reușea să-l învețe meserie. Ulterior a fost întemeiată o școală profesională unde tinerii din zona Turzii erau pregătiți pentru Fabrica de Sticlă. În anul 1929, la "Sticla" Turda lucrau între 500 și 600 de angajați. Directorul fabricii era Grigore Bozdog, originar din zona Turzii. Acesta a construit "colonia" Fabricii de Sticlă, pe malul Arieșului. Aceasta cuprindea locuințe muncitorești, magazin, club, teren de sport.
În prezent (2014) fabrica trece printr-o fază critică, fiind în pragul falimentului.

## Date de producție
În anii 1929-1930 se produceau îndeosebi sticle-butelii, iar în fabrică lucrau 500-600 muncitori.
Înainte de anul 1989, la Sticlă Turda lucrau peste 5.000 de oameni
Număr de angajați:
- 2006: 760[1]
- 2005: 1.200[1]

Cifra de afaceri în 2005: 4 milioane dolari